# Gang Tian
Tian Gang (chinois simplifié : 田刚 ; chinois traditionnel : 田剛 ; pinyin : Tián Gāng; né en 1958) est un mathématicien sino-américain et membre de l'Académie américaine des arts et des sciences. Il est connu pour ses contributions en analyse géométrique et en cohomologie quantique, en particulier les invariants de Gromov-Witten, parmi d'autres domaines.

## Carrière
Il est professeur de mathématiques au Massachusetts Institute of Technology (MIT) de 1995 à 2006, titulaire de la chaire Simons de mathématiques à partir de 1996, mais partage désormais son temps entre l'université de Princeton et l'université de Pékin. Son emploi à Princeton commence à partir de 2003, et maintenant il est titulaire de la chaire Higgins de professeur de mathématiques; à partir de 2005, il est directeur du Centre International de Recherches Mathématiques de Pékin (BICMR) ; il a également été doyen de l'École des Sciences Mathématiques de l'université de Pékin depuis 2013. Il est impliqué avec John Milnor comme chercheur confirmé du Clay Mathematics Institute (CMI). Depuis 2011, Gang Tian est directeur du programme de recherche sino-français en mathématiques au Centre national de la recherche scientifique (CNRS) à Paris. Depuis 2010, Il est membre du conseil scientifique du Centre international de physique théorique de Trieste en Italie.

## Biographie
Tian est né à Nankin le 24 novembre 1958. Il est diplômé de l'université de Nankin en 1982, et a reçu un diplôme de master à l'université de Pékin en 1984. En 1988, il a obtenu un doctorat en mathématiques à l'université Harvard, après avoir étudié sous la direction de Shing-Tung Yau, avec une thèse intitulée « Kähler Metrics on Algebraic Manifolds ». Ce travail a été jugé si exceptionnel, qu'il a été invité à présenter au Festival de géométrie (en) cette même année. En 1998, il est nommé en tant que titulaire de la chaire Cheung Kong de professeur à l'École des sciences mathématiques à l'université de Pékin, dans le cadre du « Cheung Kong Scholars Programme » du ministère de l'Éducation.

## Prix et distinctions
Il reçoit le prix Alan T. Waterman (en) en 1994, et le prix Oswald-Veblen en 1996. En 2004, Tian est intronisé à l'Académie américaine des arts et des sciences.

## Contributions mathématiques
Beaucoup des premiers travaux de Tian portent sur l'existence de métriques de Kähler–Einstein (en) sur des variétés complexes sous la direction de Yau. En particulier, il a résolu la question de l'existence de métriques de Kähler–Einstein sur les surfaces complexes compactes avec une première classe de Chern positive, et a montré que les hypersurfaces avec une métrique de Kähler–Einstein sont stables au sens de la théorie géométrique des invariants. Il a prouvé le théorème de Bogomolov–Tian–Todorov, sur les variétés de Kähler avec un fibré canonique (en) trivial.
Tian trouve une formule explicite pour la métrique de Weil-Petersson (en) sur des espaces de modules de variétés de Calabi-Yau polarisées.
Tian apporte des contributions fondamentales à la théorie de Gromov-Witten (en). Il construit conjointement avec Jun Li des cycles virtuels fondamentaux d'espaces de modules de cartes à partir de courbes à la fois de la géométrie algébrique et de la géométrie symplectique. Il a également travaillé en collaboration avec Y. Ruan sur la cohomologie quantique (en).
Il a introduit le programme du modèle minimal analytique, connu sous le nom de programme Tian-Song en géométrie birationnelle. En géométrie de Kähler, il apporte une nouvelle théorie, connue sous le nom de théorie Cheeger-Colding-Tian. L'alpha-invariant de Tian a été introduit par lui et, plus tard, János Kollár et Jean-Pierre Demailly en ont donné une interprétation algébrique.
Il a proposé avec Yau et Donaldson la conjecture de Yau-Tian-Donaldson, qui a été résolue par Chen, Donaldson et Sun le 13 janvier 2015,,. Tian en a également donné une preuve en août 2015,.
En 2006, en collaboration avec John Morgan de l'université Columbia (maintenant à l'université d'État de New York à Stony Brook), entre autres, Tian a aidé à vérifier la preuve de la conjecture de Poincaré donnée par Grigori Perelman.
Gang Tian fait régulièrement partie de comités de sélection pour des distinctions mathématiques : il est fois parmi les cinq membres du comité du prix Abel, il a également été une fois parmi les cinq membres du comité de sélection du prix Ramanujan. En 2012, il devient membre du comité du prix Leroy P. Steele au sein de l'AMS.

## Fonctions éditoriales
Gang Tian est membre des comités de rédaction de plusieurs revues de mathématiques : Annals of Mathematics, Annali della Scuola Normale Superiore, Journal of Symplectic Geometry, Journal of the American Mathematical Society (1995-1998), Geometry & Topology, The Journal of Geometric Analysis, Geometric and Functional Analysis, Advances in Mathematics, International Mathematics Research Notices, Pacific Journal of Mathematics (1994-1998), Communications in Analysis and Geometry (1994-2000), Acta Mathematica Sinica, Mathematics Revista Matemática Complutense, Communications in Mathematics and Statistics, Communication in Contemporary Mathematics.

## Sélection de publications
- Tian, Gang. : « Smoothness of the universal deformation space of compact Calabi-Yau manifolds and its Petersson-Weil metric. Mathematical aspects of string theory » (San Diego, Calif., 1986), 629—646, Adv. Ser. Math. Phys., 1, World Sci. Publishing, Singapore, 1987.
- Tian, Gang. : « On Kähler-Einstein metrics on certain Kähler manifolds with {\displaystyle C_{1}(M)>0} ». Invent. Math. 89 (1987), no. 2, 225—246.
- Tian, G.; Yau, Shing-Tung. : « Complete Kähler manifolds with zero Ricci curvature ». I. J. Amer. Math. Soc. 3 (1990), no. 3, 579—609.
- Tian, G. : « On Calabi's conjecture for complex surfaces with positive first Chern class ». Invent. Math. 101 (1990), no. 1, 101—172.
- Tian, Gang. : « On a set of polarized Kähler metrics on algebraic manifolds ». J. Differential Geom. 32 (1990), no. 1, 99—130.
- Ruan, Yongbin; Tian, Gang. : « A mathematical theory of quantum cohomology ». J. Differential Geom. 42 (1995), no. 2, 259—367.
- Tian, Gang. : « Kähler-Einstein metrics with positive scalar curvature ». Invent. Math. 130 (1997), no. 1, 1--37.
- Ruan, Yongbin; Tian, Gang. : « Higher genus symplectic invariants and sigma models coupled with gravity ». Invent. Math. 130 (1997), no. 3, 455—516.
- Li, Jun; Tian, Gang. : « Virtual moduli cycles and Gromov-Witten invariants of algebraic varieties ». J. Amer. Math. Soc. 11 (1998), no. 1, 119—174.
- Liu, Gang; Tian, Gang. : « Floer homology and Arnold conjecture ». J. Differential Geom. 49 (1998), no. 1, 1--74.
- Liu, Xiaobo; Tian, Gang. : « Virasoro constraints for quantum cohomology ». J. Differential Geom. 50 (1998), no. 3, 537—590.
- Tian, Gang. : « Gauge theory and calibrated geometry ». I. Ann. of Math. (2) 151 (2000), no. 1, 193—268.
- Tian, Gang; Zhu, Xiaohua. : « Uniqueness of Kähler-Ricci solitons ». Acta Math. 184 (2000), no. 2, 271—305.
- Cheeger, J.; Colding, T. H.; Tian, G. : « On the singularities of spaces with bounded Ricci curvature ». Geom. Funct. Anal. 12 (2002), no. 5, 873—914.
- Tao, Terence; Tian, Gang. : « A singularity removal theorem for Yang-Mills fields in higher dimensions ». J. Amer. Math. Soc. 17 (2004), no. 3, 557—593.
- Tian, Gang; Viaclovsky, Jeff. : « Bach-flat asymptotically locally Euclidean metrics ». Invent. Math. 160 (2005), no. 2, 357—415.
- Cheeger, Jeff; Tian, Gang. : « Curvature and injectivity radius estimates for Einstein 4-manifolds ». J. Amer. Math. Soc. Vol. 19, No. 2 (2006), 487—525.
- Morgan, John; Tian, Gang. : « Ricci flow and the Poincaré conjecture ». Clay Mathematics Monographs, 3. American Mathematical Society, Providence, RI; Clay Mathematics Institute, Cambridge, MA, 2007, 525pp.
- Song, Jian; Tian, Gang. : « The Kähler-Ricci flow on surfaces of positive Kodaira dimension ». Invent. Math. 170 (2007), no. 3, 609—653.
- Chen, X. X.; Tian, G. : « Geometry of Kähler metrics and foliations by holomorphic discs ». Publ. Math. Inst. Hautes Études Sci. No. 107 (2008), 1--107.
- Kołodziej, Sławomir; Tian, Gang : « A uniform {\displaystyle L^{\infty }} estimate for complex Monge-Ampère equations ». Math. Ann. 342 (2008), no. 4, 773–787.
- Mundet i Riera, I.; Tian, G. : « A compactification of the moduli space of twisted holomorphic maps ». Adv. Math. 222 (2009), no. 4, 1117–1196.
- Rivière, Tristan; Tian, Gang : « The singular set of 1-1 integral currents ». Ann. of Math. (2) 169 (2009), no. 3, 741–794.
- Tian, Gang : « Finite-time singularity of Kähler-Ricci flow ». Discrete Contin. Dyn. Syst. 28 (2010), no. 3, 1137–1150.